# ایهود

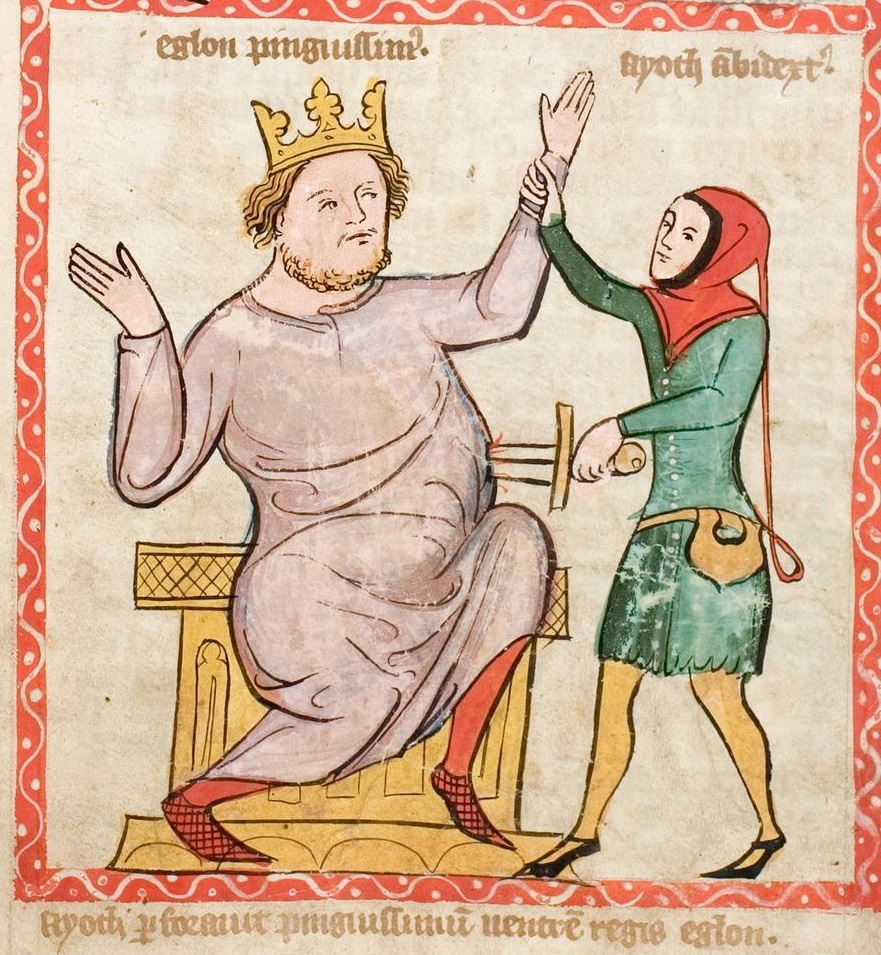
ایهود یا ایهود بن جرا

ایهود یا ایهود بن جرا (در عبری:אֵהוּד בֶּן‑גֵּרָא به معنی «پشتیبانی خداوند با اوست»)داور جنگی بنی‌اسرائیل از سبط بنیامین بود که با اجلون پادشاه موآب جنگید. او شخصی چپ‌دست بود که پیامبری نداشت؛ اما نام او در کتاب داوران آمده‌است.(داوران ۳:۱۵)